# Secor Dabar

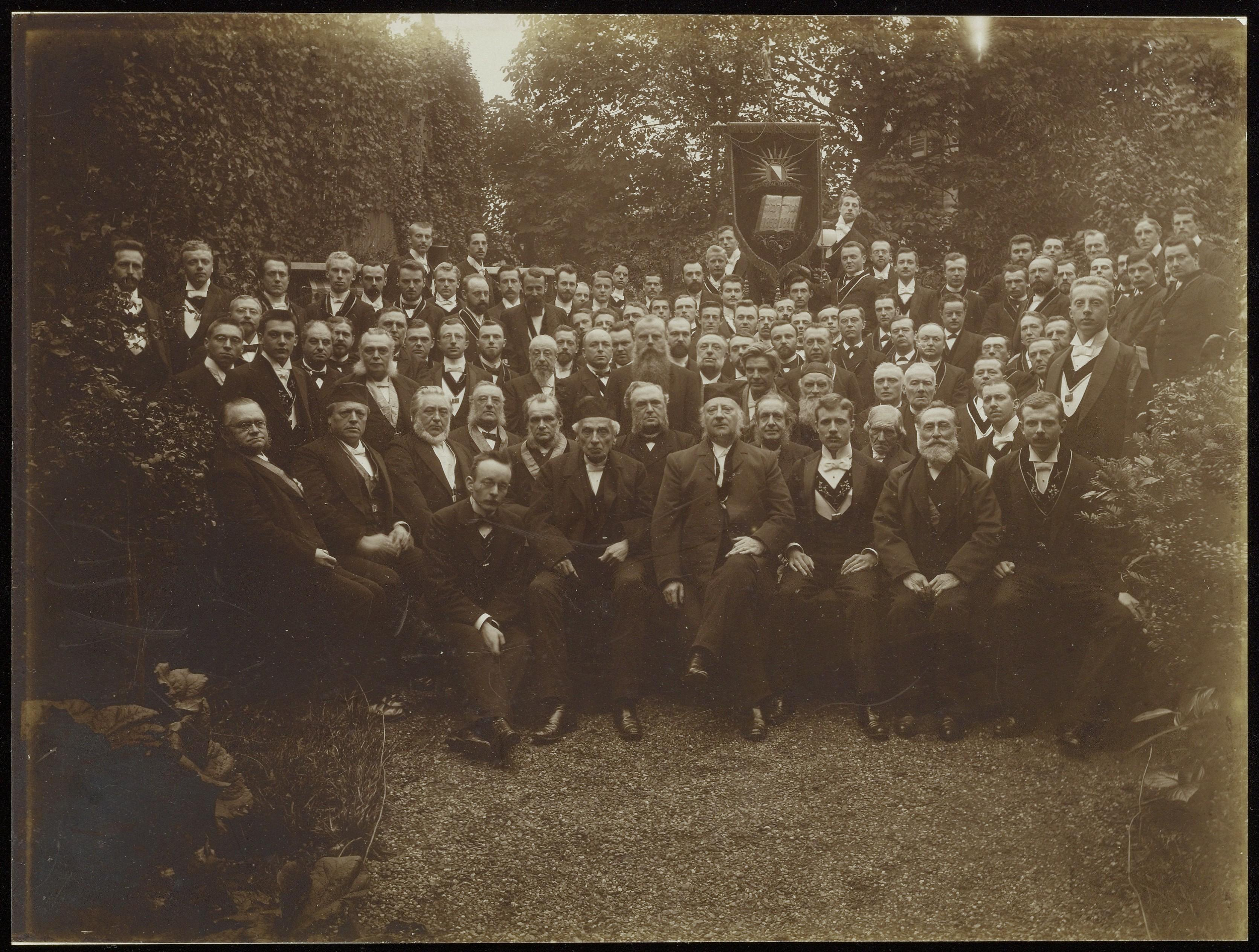
Groepsportret bij de viering van het 50-jarig bestaan van het Theologisch-Litterarisch-Oratorisch Gezelschap Secor Dabar, 1894

Secor Dabar was een Theologisch Litterarisch Oratorisch Gezelschap van Utrechtse studenten theologie tussen 1844 en 1969.

## Oprichting van het gezelschap
Op de achtste van Wijnmaand (oktober) 1844 richtten zeven Utrechtse studenten in de Godgeleerdheid een studieclub op, het Theologisch Litterarisch Oratorisch Gezelschap Secor Dabar. De club was een particulier gezelschap, vanaf 1848 binnen het Utrechtsch Studenten Corps.
Deze studenten stonden onder invloed van het Réveil, een internationale godsdienstige stroming die persoonlijke vroomheid koppelde aan maatschappelijk werk. Daarom richtten ze zich ook op ziekenbezoek en diensten in zondagsscholen en 'tot het opzoeken van ellendigen in hunne woningen om ze naar ziel en lichaam te helpen en ze te brengen tot een leven en tot beoefening van deugden door het waar Christendom gekweekt.’
Ze kozen de naam ‘Secor Dabar’ - Gedenk het Woord, naar psalm 119: 49 - die een bede is tot God opdat Hij zijn belofte blijft gedenken ‘er te zijn’. In artikel 1 van het reglement noemden ze als doel elkaar lief te hebben met broederlijke liefde. Ze noemden elkaar ook broeder, iets dat tot in de 21e eeuw is gebleven.
Aanvankelijk was het gezelschap wars van wereldse zaken binnen de studentenwereld. Na hun wekelijkse studievergaderingen dronken ze geen wijn maar chocolademelk. Ze werden hierin gemotiveerd door wat ze zagen op het gebied van drankmisbruik.

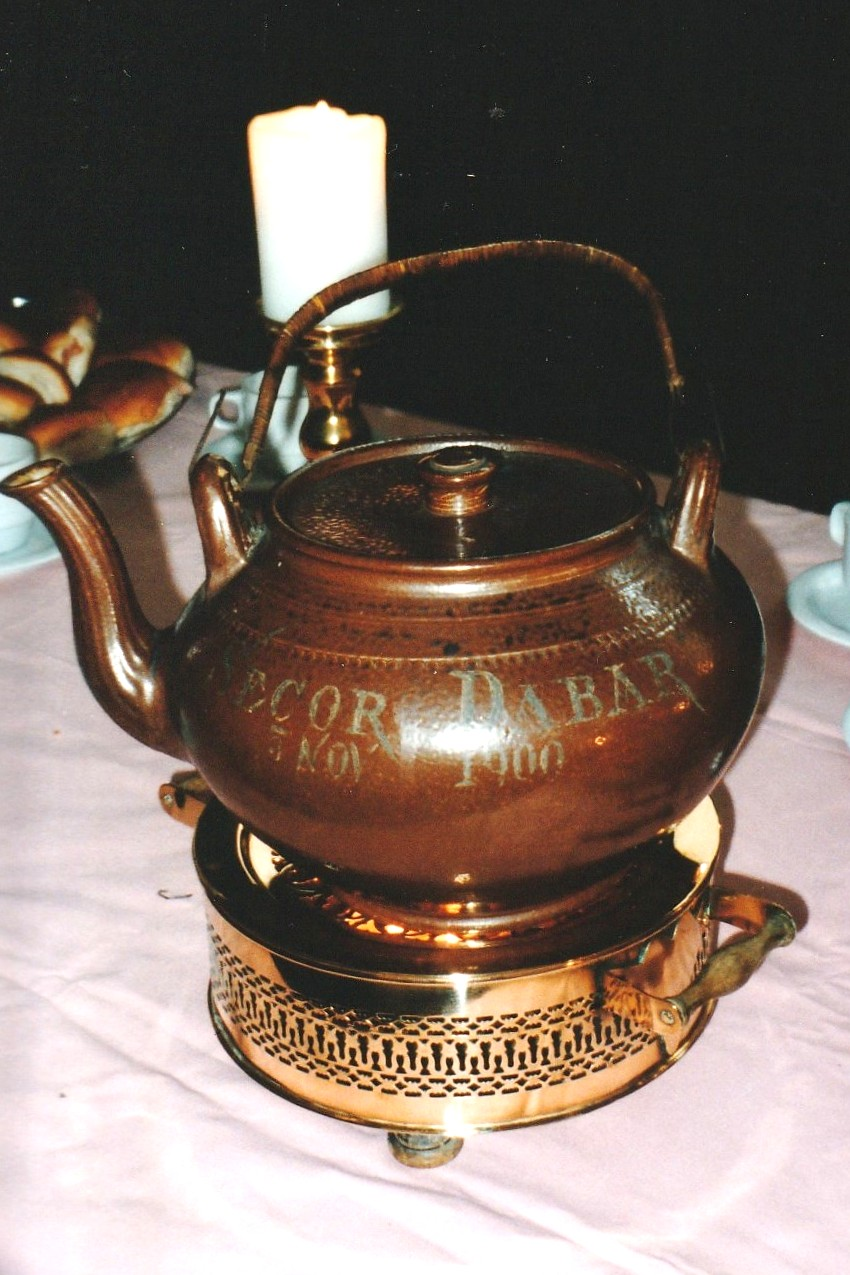
Chocoladeketel uit 1909 in gebruik bij 150-jarig bestaan van Secor Dabar in 1994

### Chocolademelk
Tot 1954 werd bij een Secorlustrum chocolademelk geplengd op de Neude in Utrecht, op de plek waar de oprichtingsvergadering van Secor werd gehouden op 8 oktober 1844.
Bij de viering van het 150-jarig bestaan van Secor, in 1994, werd nog chocolademelk geschonken uit een kan die voor het lustrum in 1909 was gemaakt.

## Tweede helft van de 19e eeuw

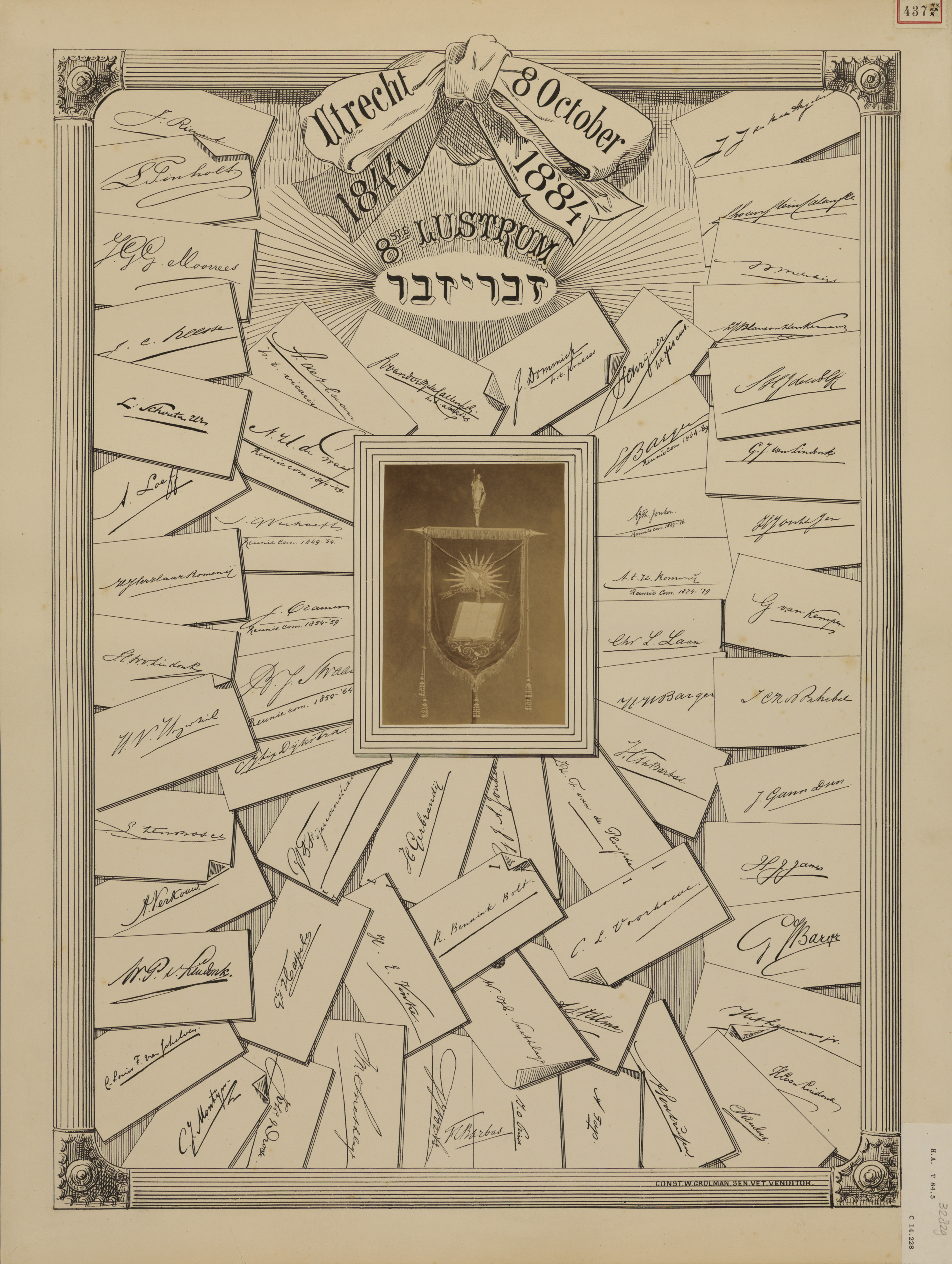
Blad met handtekeningen van de deelnemers aan het achtste lustrumfeest

Vanaf het begin van de jaren vijftig van de 19e eeuw werd het gezelschap meer werelds. Ze gebruikten vergaderattributen zoals een hamer en ledenlinten. Bij installaties werd rokkleding gedragen en champagne geschonken.
Sinds 1859 kende Secor twee secties: de Theologische Sectie voor ouderejaars en de Litterarische Sectie voor de studie van Hebreeuws en de Klassieke Oudheid waarin theologiestudenten vanaf hun eerste jaar lid werden. Na 1920 namen alle Secorieten deel aan de vergaderingen van beide secties.
In de theologische spanningen binnen de Hervormde Kerk tussen orthodoxie en ‘modernisme’ werd formeel geen keuze gemaakt. Maar de traditie van het Réveil waarmee Secorieten zich verbonden voelden, was echt orthodox. Na de Doleantie in 1886 kreeg de Gereformeerde theologie geen invloed zodat Secor binnen de Nederlandse Hervormde Kerk bleef.
In 1894 werd het vijftigjarig bestaan gevierd.

## Twintigste eeuw

### Eerste decennia na 1900
Rond 1900 kozen veel Secorieten voor de 'ethische theologie' binnen de Hervormde Kerk. Die was een theologische beweging tussen orthodoxie en modernisme. Ze hechtte aan een relatie tussen het geloof en het leven in al zijn breedheid, aan een verbinding van 'hoofd' en 'hart'.
Twee Secorieten waren in deze tijd minister: A.S. Talma, minister van Sociale Zaken, en J.R. Slotemaker de Bruïne, minister van Arbeid en van Onderwijs.

### Tweede Wereldoorlog
Tot 1943 konden Utrechtse studenten hun studie voortzetten. Het USC was al in 1941 door de bezetters opgeheven. Secor bleef tijdens de hele oorlog actief, zij het ‘ondergronds’, ook om morele steun aan andere studenten te kunnen geven.

### Na 1945
De eerste jaren na 1945 had de oorlog invloed op de manier van leven en werken van Secorieten. Vaak met als doel verzoening te bevorderen; bijvoorbeeld door in een Duits vluchtelingenkamp te gaan werken. Ook werden veel Secorieten beïnvloed door de oecumenische beweging zoals die door de Wereldraad van Kerken vorm kreeg.
In 1960-'61 speelden meerdere Secorieten een rol bij het lustrum François Villon. Karel Eykman schreef het lustrumstuk en Nico ter Linden had daarin de hoofdrol. Het stuk werd meermalen in de openlucht op het Domplein uitgevoerd. 

In de jaren zestig daalde het aantal theologische studenten binnen het USC. Het laatste lustrum, in 1964, werd desondanks in grootse stijl gevierd. Er kwam zelfs een apart nummer van de Vox Studiosorum (het verenigingsblad van het USC en de UVSV) uit. Dat moest, net als een bijbel in het Hebreeuws, van achteren naar voren gelezen worden.
1964 was ook het laatste jaar waarin studenten theologie werden geïnstalleerd. Daarna werden nog wel niet-theologen lid. In 1967 was de laatste installatie, van twee studenten rechten en een student medicijnen. De Faculteit Godgeleerdheid drong er daarom op aan dat Secor als studiegezelschap zou worden opgeheven. Dat gebeurde in 1969. De Secorieten die theologie studeerden werden toen lid van een nieuw opgericht dispuut van studenten theologie.
Tot 2019 kwamen de oud-leden van Secor nog jaarlijks bijeen. 8 Oktober 2021, dus 177 jaar na de oprichting, werd het gezelschap definitief geschiedenis tijdens een plechtigheid waarin alle Secor-eigendom, zoals vaandel en hamer, werden overhandigd aan het Corpsmuseum; dit in aanwezigheid van vertegenwoordigers van het bestuur van het USC, de Senatus Veteranorum.